# Севастополь (Мічиган)
Севастополь (англ. Sebastopol) — місто-привид в окрузі Оттава, штат Мічиган. Засноване відкриттям пошти 17 березня 1855 року. Його першим поштмейстером був Олександр Вллсон. Пошта припинила роботу 5 грудня 1859 року.